# Mago (DC Comics)
El Mago es un supervillano que aparece en los cómics estadounidenses publicados por DC Comics.
El Mago fue interpretado por Joe Knezevich en la primera temporada de la serie de televisión Stargirl para DC Universe y The CW Network.

## Historial de publicaciones
El Mago apareció por primera vez en All Star Comics # 34 (abril-mayo de 1947) en la historia titulada "Las artimañas del mago" escrita por Gardner Fox con arte de Irwin Hasen. En octubre de 1947, el Mago fue uno de los seis miembros originales de la Sociedad de la Injusticia, que comenzó a luchar contra la Sociedad de la Justicia de América en  All Star Comics #37 (octubre de 1947).

## Biografía ficticia
Nacido aproximadamente en 1913, William Asmodeus Zard creció viviendo una vida delictiva. Como hombre armado para varios jefes del crimen, finalmente terminó en la cárcel. Con el paso del tiempo, formuló una estrategia para convertirse en un capo especializado. Para llevar a cabo esta tarea, se mudó al Tíbet y se formó con un lama competente en las artes místicas de la ilusión y el engaño. Al completar su entrenamiento, procedió a matar a su maestro. Al regresar a los Estados Unidos, se embarcó en una carrera como mago criminal. Creyendo que la Sociedad de la Justicia de América era simplemente una tapadera para una organización criminal, primero les ofreció una recompensa de $ 1,000,000 en el periódico bajo el alias WI Zard, y luego pidió unirse a ellos. Para probarse a sí mismo que no eran realmente criminales, el Mago intentó varios actos criminales que fueron frustrados uno por uno por los miembros de la Sociedad. Al darse cuenta de su concepto erróneo, trató de destruirlos con sus ilusiones, pero fue detenido por la bomba de apagón del Doctor Medianoche.
El Mago ayudó a formar la Sociedad de la Injusticia con Per Degaton, Vándalo Salvaje, Pensador, Gambler y Brain Wave, que diseñaron cinco fugas. Cada miembro procedió a robar algún elemento clave del gobierno de los EE. UU. mientras dirigía un ejército de fugitivos de la prisión, tomó el control de una parte del medio oeste estadounidense y, colectivamente, capturaron a sus heroicos homólogos, con el Mago capturando a Wonder Woman y Johnny Thunder. Sin embargo, Green Lantern pudo burlar a Brainwave, quien creía que estaba muerto después de que cayó a un barranco, aunque su anillo de poder lo salvó en el último momento, y liberó al resto haciéndose pasar por el Pensador que había capturado, quien actuaba como juez en el 'juicio' de la JSA, donde el Mago actuaba como  fiscal. La fuga del Mago fue evitada por algunos fanáticos menores de la JSA.
El Mago procedió a escapar de la prisión una vez más y reformó su banda con los nuevos miembros Icicle, Fiddler, Sportsmaster, Huntress y Harlequín. Cada miembro intentaría cometer un "crimen patriótico", robar un objeto histórico y el pueblo estadounidense votaría por el líder. Resultó que el Arlequín no era en realidad un criminal de corazón; simplemente mantuvo la pretensión de atraer la atención de Green Lantern. La JSA fue capturada después de ser noqueada por la bomba del Sportsmaster y de que les quitaran la memoria. Junto con el aspirante a miembro de la Sociedad de la Justicia, Canario Negro, Harlequín pronto liberó a los héroes y restauró sus recuerdos con sus lentes hipnóticos. Sin embargo, se dejó un mensaje subliminal para restaurar a los miembros a su estado sin sentido cuando escucharon chasquear los dedos, lo que permitió a la Sociedad de la Injusticia recuperarlos cuando intentaron detener los crímenes. El Mago, durante los crímenes, robó el Tren de la Libertad. Los JSA fueron colocados en una cámara en la que pronto serían asesinados. Sin embargo, sus recuerdos fueron restaurados nuevamente por Canario Negro, y capturaron a sus enemigos.
A fines de la década de 1940, el Mago fue contactado por el Coronel Futuro para que lo ayudara a vengarse del Superman de Tierra-2 eliminándolo de la existencia y dándole la varita de Glastonbury, que una vez había pertenecido a Merlín y había sido robada por los secuaces de Futuro. El Mago eliminó accidentalmente solo su recuerdo de ser Superman, pero su identidad de Clark Kent permaneció. En 1950, Clark se casó con Lois Lane; Lois se dio cuenta de que era Superman después de ver evidencia de su invulnerabilidad. Lois encontró al mago, que ahora no tenía hogar y no podía realizar actos de magia debido a su confianza destrozada al no creer que él era el responsable de la desaparición de Superman. Ella lo convenció de restaurar la memoria de Superman, después de lo cual el mago estaba feliz de ser enviado a la cárcel porque ahora se sabía públicamente que había eliminado a Superman con éxito durante un "par de años".
El Mago pronto escapó y visitó a Canario Negro, vengándose de ella por interferir con su segunda Sociedad de la Injusticia al otorgarle los poderes de un grito sónico a su pequeña hija, también llamada Dinah Lance. Esta niña eventualmente creció para convertirse en la segunda Canario Negro.
El Mago procedió a formar una nueva organización malvada conocida como Crime Champions, que se asoció con sus contrapartes en Tierra-Uno para luchar contra la Sociedad y la Liga de la Justicia de América. Los villanos usaron un dispositivo de vibración descubierto accidentalmente por Fiddler para escapar a la otra Tierra después de cometer robos. El Mago escapó de Green Lantern y Canario Negro durante un robo de un millón de dólares. Se disfrazó de Doctor Alchemy usando su magia y el resto de los criminales de Tierra-2 se disfrazaron de los Campeones del Crimen de Tierra-1. Luchó contra Superman y Green Arrow, y ayudó a atrapar a la J.L.A. en su cuartel general con magia. En Tierra-1 luchó contra Hawkman y Canario Negro y fue derrotado nuevamente, antes de ser finalmente derrotado por Aquaman, Wonder Woman y Flash de Tierra-2. Años más tarde, volvió a reformar la Sociedad de la Injusticia, que obtuvo una victoria temporal, consiguiendo la ayuda del escritor extradimensional Cary Bates para matar a varios miembros de la JSA antes de que fueran revividos.
En la década de 1970, Zard y los otros miembros de la Sociedad de la Injusticia invadieron la sede de la Sociedad de la Justicia, hirieron gravemente a Hourman y organizaron una ola de crímenes que se extendió por todo el mundo. Posteriormente fueron aprehendidos.
Pronto, él y los miembros de la Sociedad de la Injusticia fueron a Tierra-1 para reclutar villanos más jóvenes para luchar contra la Sociedad de la Justicia. El Mago fue allí con el Fiddler, pero una vez en la Tierra-1, descubrió inesperadamente que los poderes de su hechicero comenzaron a debilitarse. Aparentemente, el viaje de la Tierra-2 a la Tierra-1 causó el efecto; lo contrario sucedió con Phantom Lady, quien ganó poder de intangibilidad cuando viajó de Tierra-X a Tierra-1.
En la Tierra-1, el Mago fue reclutado en la Sociedad Secreta de Super Villanos de Darkseid, que más tarde se hizo cargo con otros villanos que se rebelaron. Más tarde, el mago fue detenido y enviado a la cárcel, donde sus poderes se desvanecieron en gran medida. Después de escapar de la prisión, el Mago reformó la Sociedad Secreta y los engañó para que obtuvieran cuatro reliquias mágicas: la Capa de Invisibilidad, el Guante de Poder, la Piedra de Poder y la Caja del Dragón. Incapaces de controlar la Caja del Dragón, los miembros de la Sociedad fueron capturados, pero el Mago incorporó los tres elementos restantes en su nuevo disfraz. El Mago llevó a la Sociedad Secreta de regreso a la Tierra-2 en un complot para capturar a la JSA, que fue un éxito cuando capturaron a Átomo, Doctor Medianoche y Mister Terrific. La JSA fue alertada y los derrotó.
El Mago fue responsable de un golpe en el que su Sociedad Secreta, compuesta por él mismo, Profesor Zoom el Reverse-Flash, Floronic Man, Blockbuster y Star Sapphire, intercambiaron cuerpos con miembros de la JLA. Esto sucedió en Justice League of America # 166–168, una historia que se revisó en Identity Crisis (2004), donde se reveló que Zatanna borró las identidades secretas de los héroes de las mentes de los villanos luego de su derrota.
El Mago luego regresó a Tierra-2, una vez más reuniendo a los Campeones del Crimen con la ayuda de Johnny Thunder de Tierra-1, pero una vez más fue derrotado por el poder combinado de JSA y JLA. Más tarde apareció brevemente durante el juicio de la JSA ante el Congreso por acusaciones de mala conducta durante la Segunda Guerra Mundial, pero fue derrotado rápidamente por Doctor Fate.
Algún tiempo después, se mudó a Canadá y se unió a Fiddler y Shade, así como a los nuevos villanos Icicle II, Artemis Crock (más tarde llamada  Tigresa), Harlequín III y Hazard, para formar el grupo Injustice Unlimited, la segunda encarnación. de la Sociedad de la Injusticia, donde lucharon contra Infinity Inc. y los Guardianes Globales. Presuntamente, el Mago fue asesinado por la segunda generación de Hourman, Zard todavía tenía el truco de fingir su muerte.
Por supuesto, esto también era una ilusión, y se había transportado a sí mismo a la tierra de las hadas donde podía recuperar su base de poder. Una vez más, fue derrotado por una asamblea de héroes y por su propio ego.
El Mago apareció en la miniserie JSA All-Stars en la que se disfrazó como el villano Legacy y capturó a los miembros mayores de la Sociedad de la Justicia. Luego fue "asesinado" por el Espectro.
Poco después de Identity Crisis, Despero devolvió sus recuerdos a los miembros supervivientes de la Sociedad Secreta. En la historia de JLA, "Crisis of Conscience", el Mago apareció como parte de una Sociedad Secreta de Supervillanos reformada que buscaba vengarse del borrado forzado de sus recuerdos. Con la ayuda de Félix Fausto, atacaron el Daily Planet y fueron detenidos una vez más por la Liga de la Justicia. Después de derrotar a Despero en la Mansión Wayne, la Liga se disolvió y Zatanna volvió a borrar los recuerdos de los seis miembros de la Sociedad.
Desde entonces ha aparecido en JSA: Classified como parte de una nueva Sociedad de la Injusticia que incluye a Icicle, Tigresa, Solomon Grundy, Caballero Fantasma, Rag Doll y Johnny Sorrow, y obtuvo la llave de Zona Fantasma.
Durante la Crisis infinita,  el Mago fue visto nuevamente en la Sociedad Secreta de Super Villanos.
Apareció nuevamente luchando bajo el mando de Johnny Sorrow como parte de la Sociedad de la Injusticia.
En el Universo DC, después del final de la marca "DC: Renacimiento", Mago fue visto como miembro de la Sociedad de la Injusticia cuando Hawkman y Hawkgirl cuentan su tiempo en la década de 1940 cuando la Sociedad de la Justicia luchó contra la Sociedad de la Injusticia. Mago se enfrentó a Green Lantern y fue derrotado por él.

## Poderes y habilidades
El Mago originalmente solo conocía los secretos de la ilusión, la hipnosis y la proyección astral. En tiempos posteriores, es un hábil usuario de magia capaz de realizar varios efectos. Tal vez su mayor grado de poder fue cuando poseía la Varita de Glastonbury. Obtuvo la llave de la Zona Fantasma que le permitió acceder a otra dimensión y teletransportarse a través de ella.

## Otros personajes llamados Mago
Hay diferentes personajes que se llaman Mago:
- El mago Shazam a menudo se ha referido como el "Mago" por el Capitán Marvel y la Familia Marvel.[17]
- El mago es un supervillano manipulador de electricidad que se enfrentó a Bulletman.[18]
- Vincent Watson es un criminal que se enfrentó a Robotman.[19]
- Alec Royer es un villano que usó la magia escénica para hacer desaparecer los aviones, alejar flotando las joyas reales y aparecer monstruos alienígenas en las calles. Sus actividades atrajeron la atención de los Blackhawks, quienes lograron sacarlo y derrotarlo.[20]
- Horace Kates escapó de prisión con el enemigo de Aquaman, "Shark" Norton, y los dos decidieron cambiar de modus operandi para evitar a sus respectivos enemigos. Sin embargo, Aquaman capturó a Norton incluso en tierra, mientras que Green Arrow y Speedy, usando ballestas neumáticas y tanques de oxígeno, derrotaron al Mago y sus mercenarios en una batalla submarina.[21]
- Un mago diferente era la forma de héroe de Robby Reed. Robby se dividió en un superhéroe llamado Mago y un supervillano llamado Maestro para apagar el interruptor del hombre muerto y derrotar a un supervillano llamado Shirkon. Aunque Maestro pensó que había matado a su mitad buena, Mago en realidad sobrevivió y creó los H-Dials que usan Chris King y Vicki Grant. En la batalla final con Maestro, Mago apareció y logró fusionarse con Master cambiándolos de nuevo a Robby Reed.[22]

## En otros medios

### Televisión
- Un personaje basado en el Mago llamado Sir Swami aparece en el episodio de Liga de la Justicia, "Leyendas", con la voz de Jeffrey Jones. Es miembro del Gremio de la Injusticia.
- Mago aparece en Young Justice, con la voz de Corey Burton.
- Una variación del Mago llamado William Zarick aparece en la serie de acción en vivo de DC Universe Stargirl, interpretado por Joe Knezevich.[23] Esta versión es miembro de la Sociedad de la Injusticia de América (ISA). Diez años antes de la serie, Mago participó en el ataque de la ISA a la sede de la Sociedad de la Justicia de América (JSA), durante el cual derrotó a Hourman y reclamó el Diamante Negro de Eclipso. En su identidad civil, Zarick trabaja como concejal de Blue Valley, un ejecutivo y patrocinador financiero de una importante empresa llamada El Sueño Americano, que está dirigida por otros exmiembros de la ISA, y es el padre del aspirante a mago Joey Zarick (interpretado por Will Deusner) y el marido de Denise Zarick (interpretada por Cynthia Evans). Habiéndose cansado de sus obligaciones con la ISA y queriendo una vida normal con su familia, William rechaza a su exlíder Icicle cuando viene a buscar ayuda contra Stargirl en medio de sus intentos de revivir la JSA. Después de que Joey muere en un accidente causado por Icicle, William se enfrenta a él para vengar a su hijo, pero muere congelado. Cuando los medios informan que William murió de un ataque al corazón y Icicle usa su compañía para nombrar un teatro en honor a William, Denise sospecha y se da cuenta de que su esposo e hijo fueron asesinados por miembros de la élite de Blue Valley. Ella intenta irse después de advertir a Pat Dugan, pero luego descubre los restos de su automóvil en un depósito de chatarra. En el final de la primera temporada de dos partes "Stars and S.T.R.I.P.E.", Cindy Burman encuentra el Diamante Negro en la unidad de almacenamiento de William. En la segunda temporada, episodio "Summer School: Chapter Eleven", Zarick aparece de cameo, junto con su esposa e hijo como ilusiones en un Blue Valley en blanco y negro de Shadowlands.

### Cine
Un personaje no relacionado llamado "El Mago" aparece en la serie de películas de Batman y Robin (1949), interpretado por Leonard Penn. Este mago es un científico loco y un villano misterioso enmascarado que luego se revela como Carter Hammill.